# Dušan Bocevski
Dušan Bocevski, né le 5 novembre 1973 à Skopje, est un joueur de basket-ball macédonien. Il évolue durant sa carrière au poste de pivot.

## Palmarès
- Champion de Macédoine 1994, 1995, 1996, 1997
- Coupe de Macédoine 1994
- Champion de Pologne 2003
- Champion de Slovénie 2005
- Coupe de Slovénie 2005